# Beba Veche
Beba Veche es una comuna ubicada en el distrito de Timiș, Rumania.

## Superficie
Posee una superficie de 94,04 kilómetros cuadrados.

## Demografía
Hasta 2021 la población era de 1328 habitantes, con una densidad de población de 14,12 habitantes por kilómetro cuadrado.